# Aeropuerto José María Velasco Ibarra
El Aeropuerto José María Velasco Ibarra  (IATA: MRR, OACI: SEMA) es un aeropuerto que sirve a la ciudad de Macará, Loja. Fue nombrado en honor de José María Velasco Ibarra, presidente del Ecuador en cinco ocasiones.  
El aeropuerto está en una elevación de 460 metros (1,508 pies) sobre del nivel del mar. Solo tiene una pista de aterrizaje designada 01/19 con superficie de asfalto que mide 1080 metros.

## Historia
El Aeropuerto José María Velasco Ibarra fue construido por el político José María Velasco Ibarra (1893-1979) en 1947 bajo el nombre de Aeropuerto de Macará. En sus primeros años se empleaba para vuelos a Guayaquil, dado que no había vías para automóviles que conectasen Macará y la capital provincial, Loja (en la actualidad a 188 km y 3 horas y media en automóvil).Además, Macará se encontraba totalmente aislada del resto de Ecuador, siendo su única conexión terrestre con Perú, por entonces en hostilidades con el gobierno ecuatoriano.
El gobierno de Velasco Ibarra obtuvo del Gobierno peruano de José Luis Bustamante y Rivero (1894-1989) para autorizar el paso de maquinarias pesadas por sus territorios hacia Macará, para que un grupo del cuerpo de ingenieros del Ejército del Ecuador, comandado por el mayor ingeniero Alfonso Andrade Ochoa (1913-1994) –también constructor del Aeropuerto Chachoan de Ambato, el Aeropuerto Los Perales de San Vicente (Manabí) y el Aeropuerto Teniente Coronel Luis A. Mantilla de Tulcán– construyera el aeropuerto. El 13 de junio de 1947 el aeropuerto fue inaugurado por el avión presidencial de Velasco Ibarra, un Junkers Ju 52 (matriculado HC-SAC). En 1954 el mismo ingeniero construyó la carretera que unió Macará con Perú y Loja.Posteriormente, fueron dejando de operar vuelos comerciales y más tarde, militares, quedando el aeropuerto en desuso tras la guerra del Cenepa (1995).El aeropuerto fue transferido al cantón Macará por parte del gobierno de Rafael Correa en 2016.
El gobierno del expresidente Rafael Correa y el alcalde de Macará entre 2016 y 2019, Roberto Carlos Viñan Rueda, buscaron reconvertir el aeropuerto en un parque, siguiendo el ejemplo del Aeropuerto de Sucúa (Sucúa), el Aeropuerto Atahualpa (Ibarra), el Aeropuerto General Manuel Serrano (Machala), el Antiguo Aeropuerto Internacional Mariscal Sucre (Quito), el Aeropuerto Mayor Galo de la Torre (Tena) y el Aeropuerto Reales Tamarindos (Portoviejo). El Dr. Alfredo Suquilanda Valdivieso, alcalde del cantón Macará entre 2019 y 2023, buscó recursos para reabrir el aeropuerto (no tiene cerramiento y su pista se encuentra sin asfalto) y operar vuelos a la ciudad de Quito y los transfronterizos en la ruta Macará–Piura–Chiclayo.La obra podría costar entre 750.000 y 1.000.000 de dólares.

## Aeropuertos cercanos
- Aeropuerto Internacional Capitán FAP Guillermo Concha Iberico, Piura (Piura, Perú): 141 km. (2 h. 31' en automóvil).
- Aeropuerto Ciudad de Catamayo, Catamayo (Loja, Ecuador): 148 km. (2 h. 38' en automóvil).
- Aeropuerto Internacional de Santa Rosa, Santa Rosa (El Oro, Ecuador): 192 km. (3 h 25' en automóvil).